# 梨田和也

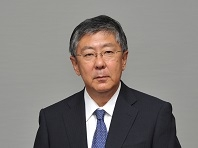
外務省より公表された公式肖像画像

梨田 和也（なしだ かずや、1960年（昭和35年）10月7日 - ）は、日本の外交官。2017年（平成29年）7月21日から外務省国際協力局長。2019年（令和元年）11月11日から駐タイ特命全権大使。

## 人物
開成中学校・高等学校を経て、1984年東京大学教養学部卒業、外務省入省。
大学時代に1年間休学して米国へ滞在。イェール大学、ジョージタウン大学の英語学校などで学び、南米へも旅した。
駐タイ特命全権大使在任中の2021年（令和3年）に、姫野勉駐ガーナ大使、伊藤直樹駐バングラデシュ大使、山崎和之在ジュネーブ日本政府代表部大使、鈴木康久駐ニカラグア大使に続き、新型コロナウイルス感染症を発症。在タイ日本国大使館によると、チョンブリ・ラヨーン日本人会顧問らとの会合で、クラスターが生じたトンローのナイトクラブKrystal Club Thonglor25を訪れていたという。アヌティン・チャーンウィーラクーン副首相は、日本人10人がKrystal Club Thonglor25に訪れ、8人が感染したと発表。チョンブリ県公衆衛生局によると、その後この感染から日本人が多く居住するシーラーチャーで大規模感染に拡大したという。インターネット上では日本人に対する批判などがなされ、タイ政府のコロナ対策担当（CCSA）は、タイ政府の閣僚はこのパーティーに参加していないと弁明した。

## 経歴
- 1960年（昭和35年）7月 東京都出身[3]
- 1983年（昭和58年）外務公務員採用上級試験合格[3]
- 1984年（昭和59年）3月 東京大学教養学部教養学科アメリカ専攻卒業[3]
- 1984年（昭和59年）4月 外務省入省[3]
- 1985年（昭和60年)から 1987年（昭和62年)までケンブリッジ大学で研修[4]。
- 1993年（平成5年）11月 在パキスタン日本国大使館一等書記官[14]
- 1996年（平成8年）4月 外務省北米局北米第二課首席事務官[14]
- 1998年（平成10年）7月 外務大臣官房在外公館課首席事務官[14]
- 2000年（平成12年）1月 外務省総合外交政策局企画課企画官[3]
- 2000年（平成12年）9月 外務省大臣官房総務課企画官（政務次官室長）[3]
- 2001年（平成13年）1月 衛藤征士郎外務副大臣秘書官事務取扱[3]
- 2001年（平成13年）5月 外務省大臣官房総務課企画官兼首席事務官[3]
- 2002年（平成14年）8月 在アメリカ合衆国日本国大使館参事官[3]
- 2004年（平成16年）8月 外務省経済局国際貿易課長[3]
- 2006年（平成18年）9月 外務省経済局政策課長[3]
- 2008年（平成20年）8月 外務省国際協力局政策課長[3]
- 2010年（平成22年）3月 外務省大臣官房会計課長[3]
- 2010年（平成22年）から2013年（平成25年） 日本サッカー協会国際委員[15][16]
- 2011年（平成23年）9月1日 外務省大臣官房総務課長 兼 「改革推進本部」事務局長
- 2013年（平成25年）12月13日 外務省官房長補佐
- 2013年（平成25年）12月19日 イラク駐箚特命全権大使[17]
- 2015年（平成27年）8月7日 外務省アジア大洋州局審議官兼南部アジア部審議官[18]
- 2015年（平成27年）10月16日 外務省アジア大洋州局南部アジア部長[19]
- 2017年（平成29年）7月21日 外務省国際協力局長[20]
- 2019年（令和元年）9月9日 外務省大臣官房付[21]
- 2019年（令和元年）11月11日 駐タイ特命全権大使[22]
- 2024年（令和6年）3月19日 依願免職[23]

## 同期
- 有吉勝秀（23年コスタリカ大使・20年エルサルバドル大使）
- 礒正人（22年クロアチア大使・18年デュッセルドルフ総領事）
- 伊藤康一（24年ギリシャ大使・20年ニュージーランド大使）
- 伊藤直樹（24年ベトナム大使・19年バングラデシュ大使・17年シカゴ総領事）
- 今村朗（23年セルビア大使・20年ジョージア大使・23年セルビア大使）
- 岩井文男（20年サウジアラビア大使・15年イラク大使）
- 大森茂（17年セネガル大使・15年法務省名古屋入国管理局長）
- 岡田隆（20年アフガニスタン大使）
- 岡庭健（24年アラブ首長国連邦大使・21年ケニア大使）
- 菊田豊（21年ネパール大使・18年ナイジェリア大使）
- 下川眞樹太（22年フランス、アンドラ大使・19年ベルギー大使・17年大臣官房長・16年国際文化交流審議官）
- 杉山明（24年ノルウェー大使・21年特命全権大使（国際テロ対策・組織犯罪対策協力担当）・18年スリランカ大使・17年儀典長・15年内閣審議官・13年山形県警察本部長）
- 鈴木哲（19年インド大使・17年総合外交政策局長・16年国際情報統括官）
- 竹若敬三（21年北極担当大使・19年ラオス大使）
- 千葉明（22年バチカン大使、19年ASEAN大使・16年ロサンゼルス総領事）
- 藤山美典（22年スイス兼リヒテンシュタイン大使）
- 藤原直（21年エディンバラ総領事）
- 正木靖（23年インドネシア大使・20年EU大使・17年欧州局長）
- 森下敬一郎（21年エクアドル大使・17年コロンビア大使）
- 山上信吾（20年オーストラリア大使・18年経済局長・17年国際情報統括官）
- 山田洋一郎（22年モルドバ大使・20年立命館アジア太平洋大学アジア太平洋学部教授（出向）・17年シアトル総領事）
- 山野内勘二（22年カナダ大使・18年ニューヨーク総領事・16年経済局長）